# خوسيه هرنانديز (لاعب كرة قدم مكسيكي)
خوسيه هرنانديز (بالإسبانية: Elías Hernández) (29 أبريل 1988 في المكسيك - ) هو لاعب كرة قدم مكسيكي في مركزي الهجوم والوسط. شارك مع منتخب المكسيك لكرة القدم. أما مع النوادي، فقد لعب مع تايجرز أونال وكلوب ليون ونادي باتشوكا ونادي موريليا الرياضي وVenados F.C. ‏.

## مسيرته الكروية
لعب خوسيه هرنانديز خلال مسيرته الاحترافية مع 5 أندية في أربعة عشر موسمًا وسجل خلالها 68 هدفًا ضمن 368 مباراة. ولم يفز بأي موسم بالكأس وفاز في موسمين بالدوري.
خاض خوسيه هرنانديز مسيرته مع نادي موريليا الرياضي في موسم 2007–08 ليلعب معه أربعة مواسم، مشاركًا في 112 مباراة سجل خلالها 20 هدف. ثم انتقل إلى نادي تايجرز أونال في موسم 2011–12 ولمدة موسمين، حيث شارك في 40 مباراة سجل خلالها 4 أهداف. لينتقل بعدها إلى نادي كلوب ليون في موسم 2013–14 ليلعب معه خمسة مواسم، مشاركًا في 155 مباراة سجل خلالها 27 هدفًا. ثم انتقل إلى نادي كروز آزول في موسم 2018–19 ولمدة موسمين، مشاركًا في 45 مباراة سجل خلالها 13 هدفًا.

## وصلات خارجية
- خوسيه هرنانديز على موقع قاعدة بيانات كرة القدم.إي يو (الإنجليزية)
- خوسيه هرنانديز على موقع ناشيونال فوتبول تيمز (الإنجليزية)
- خوسيه هرنانديز على موقع Soccerway.com (الإنجليزية)
- خوسيه هرنانديز على موقع AS.com (الإسبانية)